# Domčice

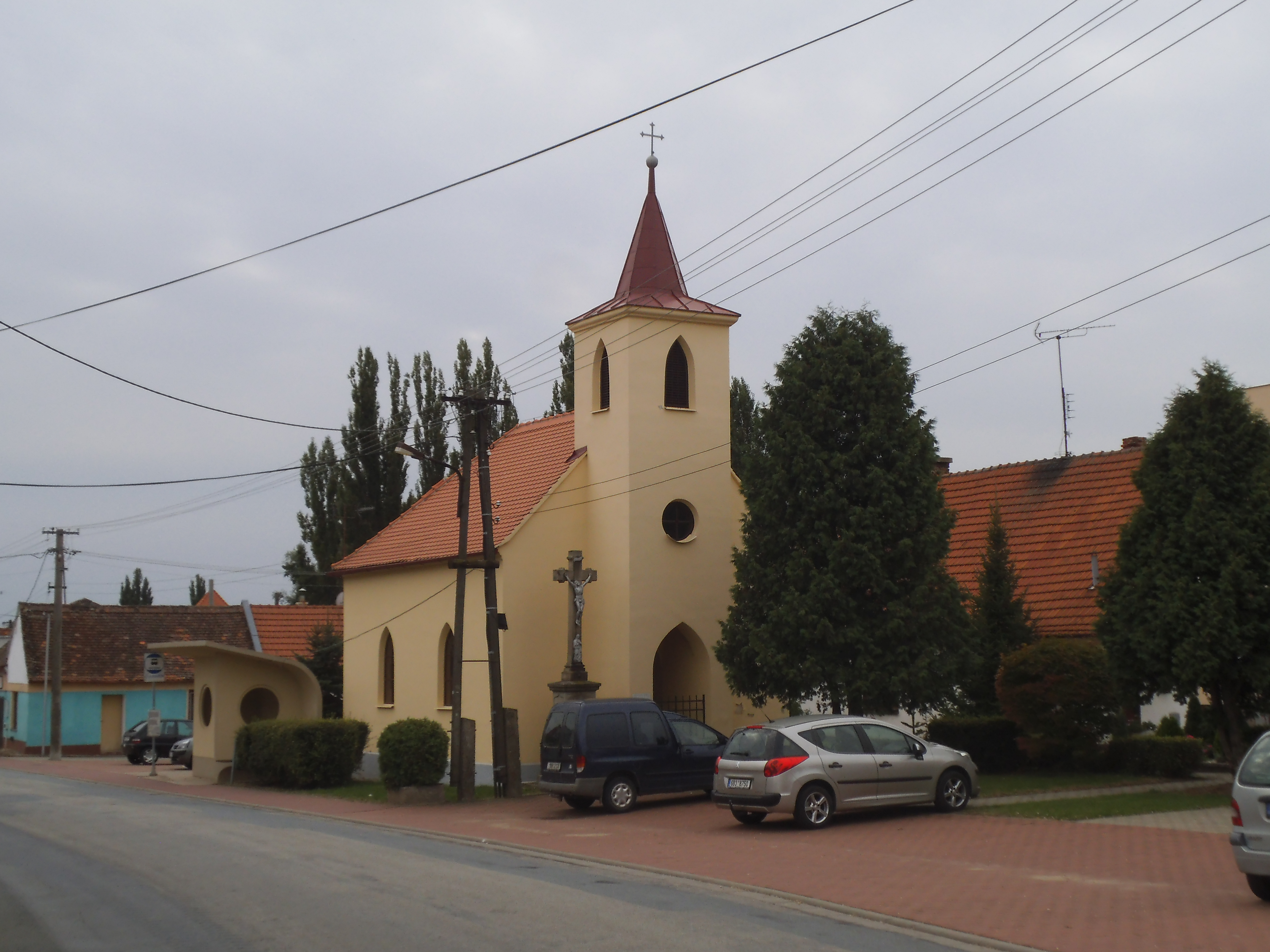
Kapelle der hl. Margarethe

Domčice (deutsch Domschitz) ist eine Grundsiedlungseinheit der Gemeinde Horní Dunajovice in Tschechien. Sie liegt 14 Kilometer nordöstlich von Znojmo und gehört zum Okres Znojmo.

## Geographie
Domčice befindet sich in der Thaya-Schwarza-Talsenke. Das Dorf liegt oberhalb ihres Zusammenflusses zwischen den Bächen Křepička und Rosavka. Nördlich erhebt sich der Horní Hájek (321 m.n.m.), im Nordwesten der Šibeniční kopec (287 m n.m.). Westlich des Dorfes befindet sich der Teich Domčický rybník.
Nachbarorte sind Trstěnice im Norden, Morašice im Nordosten, Chlupice und Rybnický Mlýn im Osten, Želetice im Südosten, Žerotice und Loucký Mlýn im Süden, Tvořihráz und Výrovice im Südwesten, Plaveč, Němčičky und Mikulovice im Westen sowie Horní Dunajovice im Nordwesten.

## Geschichte
Domčice war ursprünglich ein Rittersitz, zu dessen Geschichte nichts überliefert ist. Die erste schriftliche Erwähnung des Ortes erfolgte im Jahre 1447 als Sigmund von Weitmühl das der Propstei Olbramkostel um 1430 während der Hussitenkriege entzogene Gut Domčice zurückgab. Oldřich Březnický von Náchod, der 1505 das Gut Horní Dunajovice erworben hatte, kaufte 1527 dem Propst Jan von Doubravka das Dorf Domčice ab. Der Landessteuereinnehmer Jindřich Březnický von Náchod gestattete in der Mitte des 16. Jahrhunderts die Ansiedlung von Täufern auf seinem bis dato nur von Katholiken besiedelten Gut, seine Frau Johanna von Ludanitz förderte die Ansiedlung Mährischer Brüder. 1549 erbte Jindřichs Sohn Friedrich Březnický von Náchod auf Žerotice den Besitz. Sowohl Horní Dunajovice als auch Domčice wurden im Jahre 1565 durch Kaiser Maximilian II. zum Städtchen erhoben. Im Jahre 1615 verkaufte Hynek Březnický von Náchod die Güter Želetitz und Ober-Dannowitz mit den Märkten Ober-Dannowitz und Domschitz sowie den Dörfern Želetitz, Křipitz, Wainitz und Moravské Borovice an Wilhelm Raupowsky von Raupow, der beide Güter vereinigte. Wenig später gelangten die Güter erneut an einen Grafen von Náchod. Nach dessen Tode veräußerten die Vormünder seiner Kinder die Güter an Karl Wenzel Graf von Hoditz. Dieser war jedoch als Nichtkatholik nicht besitzberechtigt, so dass die Güter 1641 für 50.000 Rheinische Gulden dem kaiserlichen Feldmarschall Johann von Götz († 1645) überlassen wurden. Während des Dreißigjährigen Krieges verödete die Gegend; Domschitz sank zu einem Dorf herab. Nach dem Hufenregister von 1672 bestand Domschitz aus 40 Häusern und war damit größer als das Städtchen Ober-Dannowitz; bewohnt waren davon jedoch nur 17. Zwischen 1661 und 1677 wurden die Güter Želetitz und Domschitz mit Křipitz von landrechtlichen Bevollmächtigten für die Kinder des Sigismund Friedrich von Götzen verwaltet, das Gut Ober-Dannowitz wurde vor 1670 veräußert. Nach einer Taxation wurden die Güter Želetitz und Domschitz mit Křipitz am 22. Mai 1677 an Franz Ladislaw von Kraft verkauft. Dieser veräußerte die Güter am 13. Jänner 1686 für 21.300 Gulden an Clara Rosalia verwitwete Gräfin von Martinic, die sie am 18. März 1687 für 27.600 Gulden an Johann Christoph Řykowský von Dobřic weiterverkaufte. Řykowský behielt die Güter ebenfalls nur für einige Jahre und verkaufte sie am 16. Juli 1693 für 52.000 Gulden und 100 Dukaten an Martha Maria Gräfin Braida, verwitwete von Blier. Diese, inzwischen in zweiter Ehe mit einem Freiherrn von Portenau verheiratet, veräußerte den Besitz am 30. Juni 1697 für 58.400 Rheinische Gulden am Esther Isabella Kostantia von Praschma, verheiratete Gräfin Berchtold. Deren Mann, Franz Karl Berchtold, kaufte noch 1711 das Gut Zerotitz mit Wainitz hinzu und vererbte den Besitz 1720 seinen Söhnen Franz Adam und Adam Ignaz. Nach der Erbteilung vom 23. November 1722 übernahm der ältere der Brüder, Franz Adam von Berchtold, die Allodialherrschaft Selletitz mit den angeschlossenen Gütern Zerotitz und Domschitz. Er verstarb noch im selben Jahre und hinterließ die Herrschaft seinem minderjährigen Sohn Prosper. Dieser verkaufte die Herrschaft Selletitz mit Zerotitz und Domschitz am 31. Dezember 1755 für 150.000 Rheinische Gulden an Maria Elisabeth verw. Gräfin von Waldorf. Durch Erbteilung vom 11. Juni 1761 übernahm ihr Sohn Ignaz die Herrschaften Selletitz und Sadek mit Roketnitz. Bis 1767 war Domschitz nach Žerotitz gepfarrt, danach wurde das Dorf der Pfarre Selletitz zugeordnet. 1796 setzte Ignaz Graf von Waldorf Franz Kajetan Graf von Chorinsky mit der Bedingung, dass die Güter im Falle seines Eintritts in den Malteserorden dessen Bruder Ignaz zufallen sollten, zu seinem Erben sein.  Am 27. März 1832 erbte Friedrich Graf von Chorinsky von seinem Vater Franz Kajetan die Herrschaften Selletitz (mit Zerotitz, Krzepitz und Domschitz), Hostialkow und Wessely, die Andere Herrschaft Brumow sowie das Gut Sadek mit Roketnitz.
Im Jahre 1834 bestand das Dorf Domschitz bzw. Domšice aus 62 Häusern mit 324 überwiegend mährischsprachigen Einwohnern, die von der Landwirtschaft lebten. Pfarr-, Schul- und Amtsort war Selletitz. Bis zur Mitte des 19. Jahrhunderts war Domschitz ein mit der Allodialherrschaft Selletitz verbundenes Gut.
Nach der Aufhebung der Patrimonialherrschaften bildete Domšice / Domschitz ab 1849 eine Gemeinde im Gerichtsbezirk Znaim. Im Jahre 1863 verkaufte Viktor Graf Graf von Chorinsky die Güter Zerotitz und Selletitz an Friedrich Kammel von Hardegger. 1868 wurde die Gemeinde Teil des Bezirkes Znaim. Seit dem Ende des 19. Jahrhunderts wurde Domčice als tschechischer Ortsname verwendet. Nach dem Ersten Weltkrieg zerfiel der Vielvölkerstaat Österreich-Ungarn, die Gemeinde  wurde 1918 Teil der neu gebildeten Tschechoslowakischen Republik. Zur Wiederbelebung der Wirtschaft nach dem Krieg gab es Pläne zum Bau einer Eisenbahn von Znaim nach Brünn, die auch über Domschitz führen sollte, jedoch nie zur Ausführung kam. 1924 wurde stattdessen eine Buslinie von Znaim nach Mährisch Kromau eingerichtet. Nach dem Münchner Abkommen wurde Domschitz am 13. Oktober 1938 von deutschen Truppen besetzt und dem deutschen Landkreis Znaim zugeordnet. Nach der Grenzfestlegung vom 20. November 1938 wurde das Dorf vier Tage später wieder an die Tschechoslowakei zurückgegeben und in den Okres Moravské Budějovice eingegliedert. Domčice / Domschitz war danach bis 1945 Grenzort zum Deutschen Reich. Nach Kriegsende wurde die Gemeinde wieder Teil des Okres Znojmo. Im Jahre 1960 erfolgte die Eingemeindung nach Horní Dunajovice. Zum 11. November 2001 verlor Domčice seinen Status als Ortsteil von Horní Dunajovice.

## Ortsgliederung
Domčice bildet einen Katastralbezirk der Gemeinde Horní Dunajovice.

## Sehenswürdigkeiten
- Kapelle der hl. Margarethe
- Weingärten und dutzende Weinkeller in Dolní fréd und Horní fréd, östlich von Domčice